# Айдаркуль
Айдарку́ль — велике безстічне штучне озеро в центральній частині Узбекистану, розташоване в солончаковій западині пустелі Кизилкум. Є найбільшим з Айдар-Арнасайських озер.
До середини XX століття Арнасайська низовина (Голодний степ) була висохлим солоним озером. Лише навесні та в невеликій западині на короткий час утворювалось озеро Тузкан, що повністю зникало в сухий сезон. На початку 1960-х років за допомогою греблі  Шардаринської ГЕСзагатили річку Сирдар'я, при цьому на резервному скиді до Арнасайської низовини поставили шлюзи. Коли в 1969-му сталась сильна поівінь шлюзи відкрили і з лютого 1969-го по лютий 1970-го пропустили через них до Арнасайської низовини 21 км³ (біля 60% щорічного стоку Сирдар'ї), що й призвело до виникнення Айдар-Арнасайських озер. 
В подальшому озеро регулярно отримувало приток з Сирдар'ї коли виникала повінь. Як наслідок, Арнасайська западина поступово заповнювалась водою і утворилось друге за розміром (після Аральського моря) озеро в регіоні.

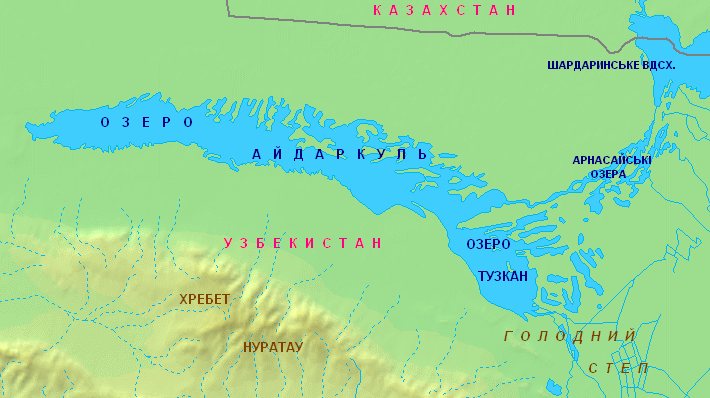
Айдаркуль в системі Айдар-Арнасайських озер

У 2005 році озеро мало 44,3 км³, площа становить приблизно 3 000 км², довжина майже 250 км, а ширина — до 15 км. Мінералізація води становить всього 2‰. 
В озеро були завезені різні види риб — короп, судак, лящ, жерех, сом, чехоня, змієголов. За рік в усій системі озер виловлюється 760—2000 тон риби (2001). На озері гніздяться перелітні птахи з Аральського моря. 
Оскільки озеро розташовується далеко від заселеної території, воно має потужний потенціал для розвитку рибальства, кочового скотарства та туризму.